# エリサベト・ピネード
エリ・ピネード（スペイン語: Eli Pinedo）ことエリサベト・ピネード・サエンス（スペイン語: Elisabeth Pinedo Sáenz、1981年5月13日 - ）は、スペイン・バスク州アラバ県アムリオ出身の女子ハンドボール選手。
ハンドボールスペイン女子代表では201試合に出場して441得点を挙げた。双子の姉妹であるパトリシア・ピネードもスペイン代表であり、2011年の世界女子ハンドボール選手権には双子揃って出場した。

## 経歴

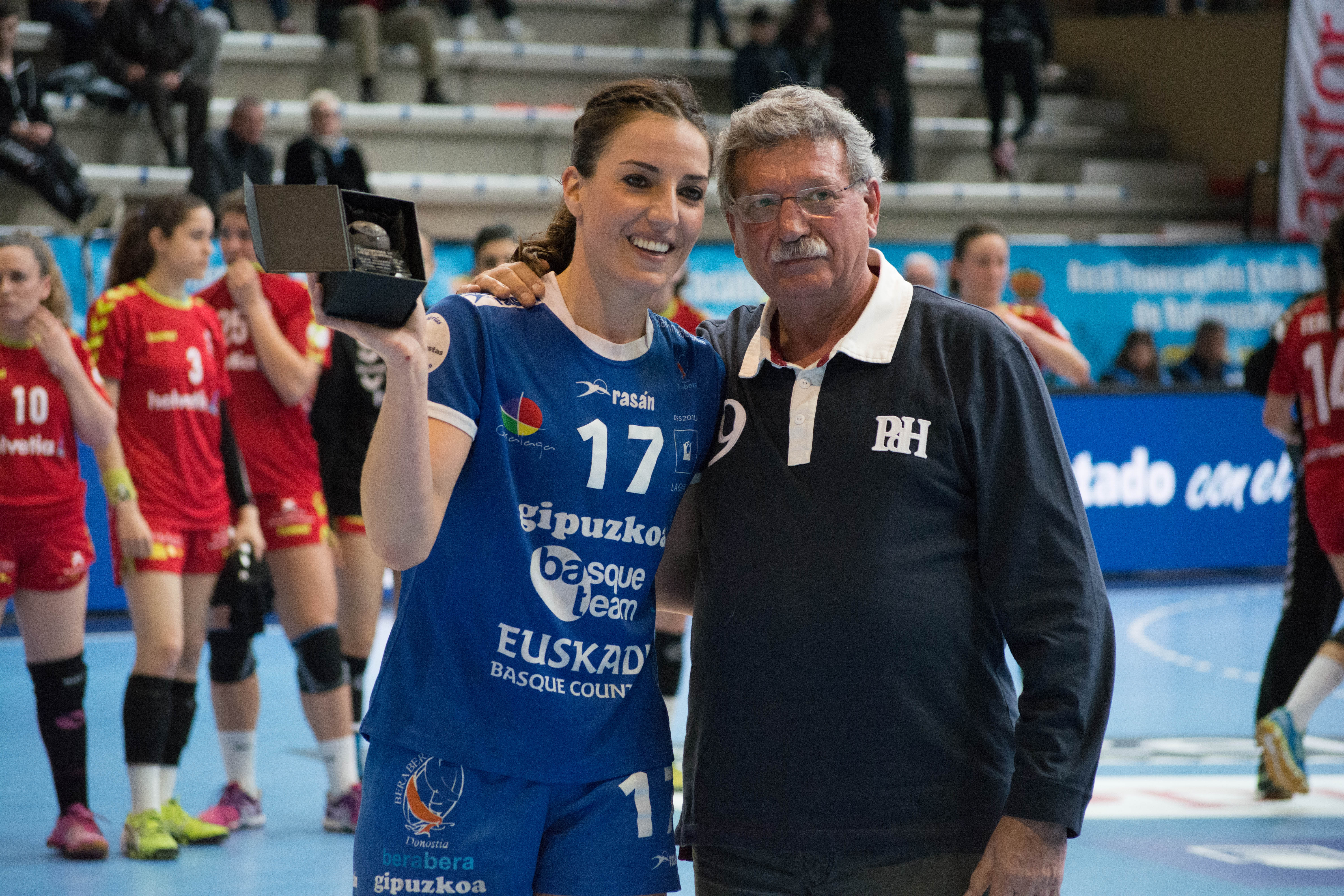
2016年のピネード

2008年にマケドニアで開催された欧州女子ハンドボール選手権で、スペイン代表は準決勝でドイツ代表を破ったが、決勝でノルウェー代表に敗れて準優勝だった。
2011年にブラジルで開催された世界女子ハンドボール選手権で、スペイン代表は銅メダルを獲得した。スペイン代表が世界大会でメダルを獲得するのは史上初のことだった。
2012年にはイギリス・ロンドンで開催されたロンドンオリンピック・ハンドボール競技に出場し、スペイン代表は銅メダルを獲得した 。
2014年にクロアチアで開催された欧州ハンドボール選手権で、スペイン代表は再び準優勝した。

## タイトル
スペイン代表
- 欧州女子ハンドボール選手権 銀メダル(2) : 2008、2014
- 世界女子ハンドボール選手権 銅メダル(1) : 2011
- オリンピック 銅メダル(1) : 2012